# Hilarión Díez

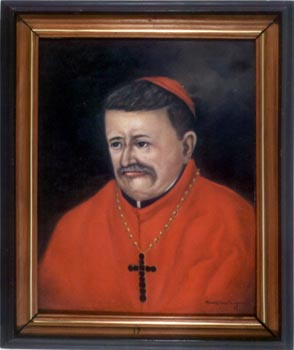
Hilarión Díez

Hilarión Díez (Valladolid, 21 oktober 1761 - 7 mei 1829) was een Spaans rooms-katholieke geestelijke. Díez was van 1826 tot zijn dood in 1829 aartsbisschop van het aartsbisdom Manilla.
Díez trad op jonge leeftijd toe tot de augustijner kloosterorde in het Spaanse Valladolid. Hij was priester in diverse parochies op Luzon. Gedurende deze periode leerde hij ook de lokale taal, het Tagalog. Later was hij tweemaal prior (onderoverste) van het klooster in Manilla en de provinciaal van de augustijnen in de Filipijnen. Op 64-jarige leeftijd werd hij benoemd als aartsbisschop van het aartsbisdom Manilla. Ruim een jaar later, op 21 oktober 1827 werd hij ingewijd als aartsbisschop in de San Agustin Church.
Díez bleef aartsbisschop van Manilla tot zijn dood in 1829 op 67-jarige leeftijd. Hij werd opgevolgd door José Maria Seguí
- Library of Congress Control Number: no2016142795
- Virtual International Authority File: 1687147907502579210008
- WorldCat: E39PBJcgtpT4C34pPRkDPgqvpP